# 1791 у Миколаєві
| Роки в Миколаєві 1789 • 1790 • 1791 • 1792 • 1793 • 1794 • 1795 • 1796 • 1797 • 1798 • 1799 • → Див. також: XIX століття |

1791 у Миколаєві — список важливих подій, що відбулись у 1791 році в Миколаєві. Також подано перелік відомих осіб, пов'язаних з містом, що народились або померли цього року.
У 1791 році в Миколаєві (без Богоявленського, який був включений до складу Миколаєва у 1973 році) налічувались: 26 дворів і 147 жителів — 105 чоловіків і 42 жінки і 1,2 тисячі десятин землі під садибами.

## Події

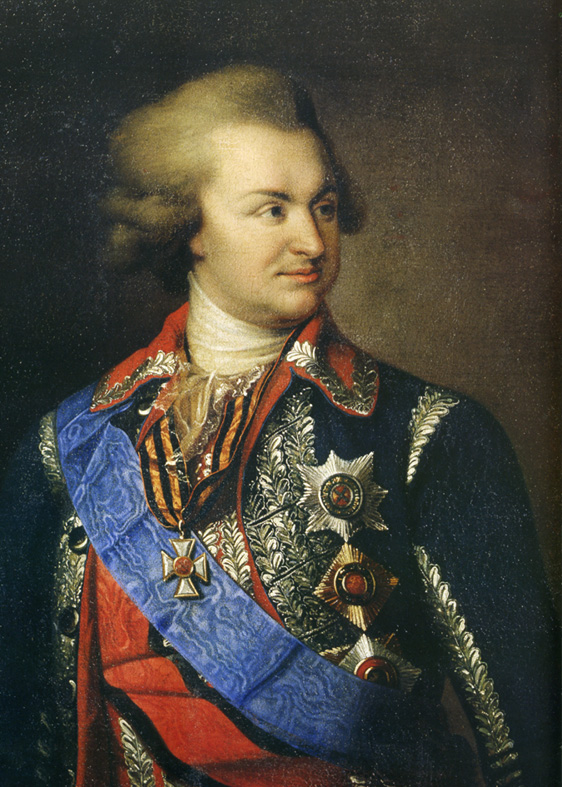
Григорій Потьомкін

- 16 (27) листопада траурний кортеж з тілом Григорія Потьомкіна приїхав у Миколаїв. Вшанувати засновника Миколаєва на берег Інгулу вийшли духівництво та мешканці міста. Згідно розпорядження Михайла Фалєєва, в Миколаївському адміралтействі були припинені всі роботи і миколаївські майстрові мали змогу взяти участь у заупокійній службі. Для проведення літургії та панахиди 20 листопада (1 грудня) до Миколаєва прибув архієпископ Таврійський Мойсей. Наступного дня кортеж з тілом Потьомкіна продовжив свій шлях до Херсона, де він був похований[2].
- У листопаді 1791 на верфі заклали найбільший на Чорноморському флоті трищогловий 90-гарматний корабель «Святий Павло», який був спущений на воду в серпні 1794. Він, як найкращий корабель флоту, став флагманським кораблем ескадри віце-адмірала Ф. Ф. Ушакова під час Середземноморського походу[3].
- Було спущено на воду 55-гарматний фрегат «Григорій Великої Вірменії»[4]

## З'явилися

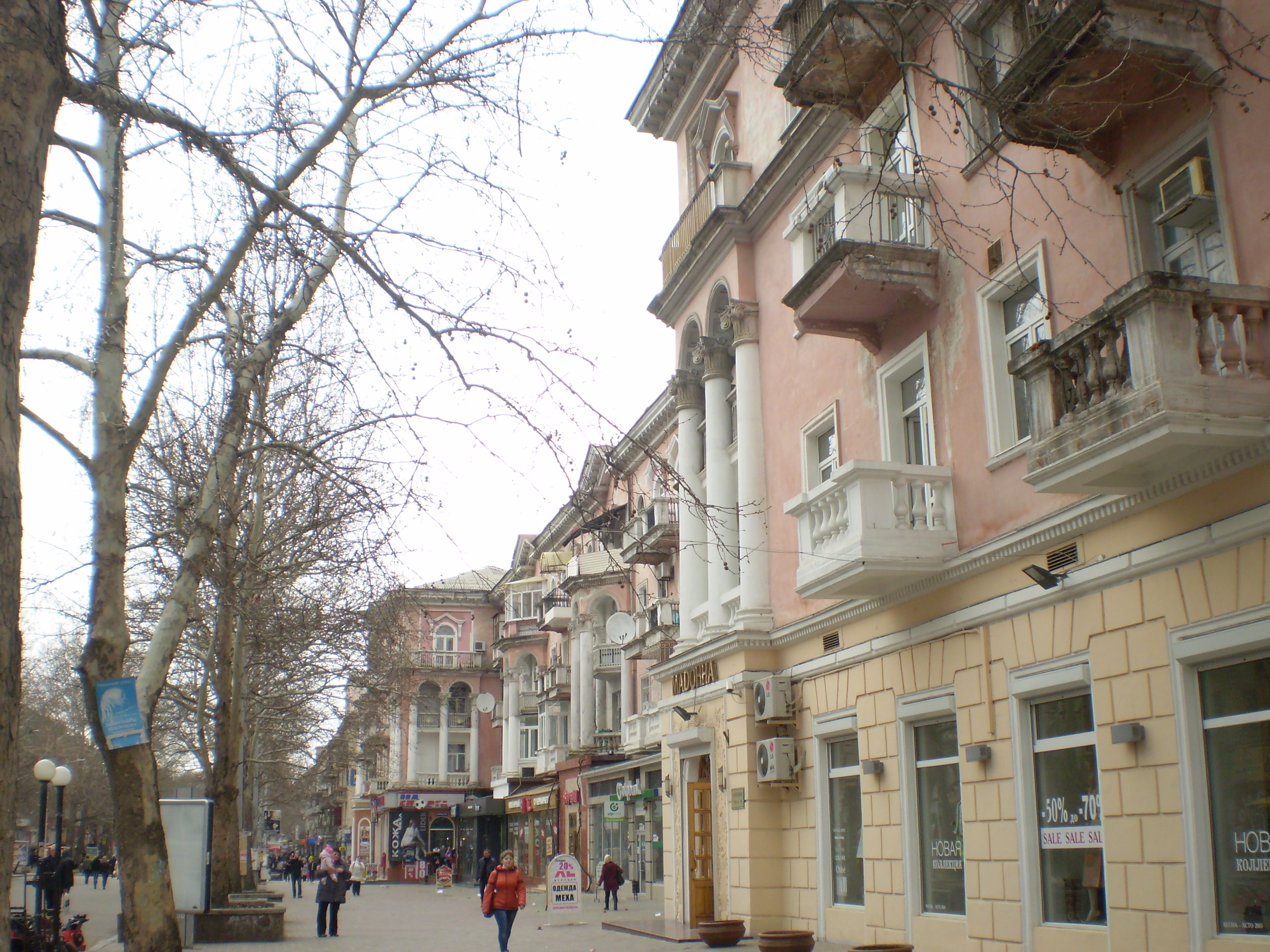
Поштовий будинок Щербакова

- На місці першої церкви на території сучасного Миколаєва Церква Богоявлення Господня, яка була споруджена, імовірно, в 1773 році у Вітовці (нині Корабельний район Миколаєва) була зведена дерев'яна п'ятибанна церква, яка згодом була перебудована в кам'яну[5].
- У Миколаєві вперше з'явився поштовий будинок. Він був побудований купцем Щербаковим на розі вулиць Шевченка і Соборної, являв собою двоповерхову будівлю з відкритою галереєю. На другому поверсі були невеликі номери для подорожуючих.

## Призначення
На запрошення Григорія Потьомкіна починає працювати помічником архітектора в експедиції будівель міста Миколаєва під керівництвом Івана Князєва Федір Іванович Вунш, один з авторів плану забудови міста, який займався містобудуванням Миколаєва понад 45 років і побудував багато відомих будівель міста, в тому числі Миколаївську астрономічну обсерваторію та Чорноморське штурманське училище.

## Особи

### Народилися
- 15 січня у Санкт-Петербурзі народився Павло Іванович Федоров (пом. 30 липня 1855 у Москві) — генерал від інфантерії, Миколаївський, Севастопольський і Бесарабський військовий губернатор, сенатор, який під час перебування на посаді міського поліцмейстера, розробив проєкт назв основних вулиць Миколаєва.

### Померли

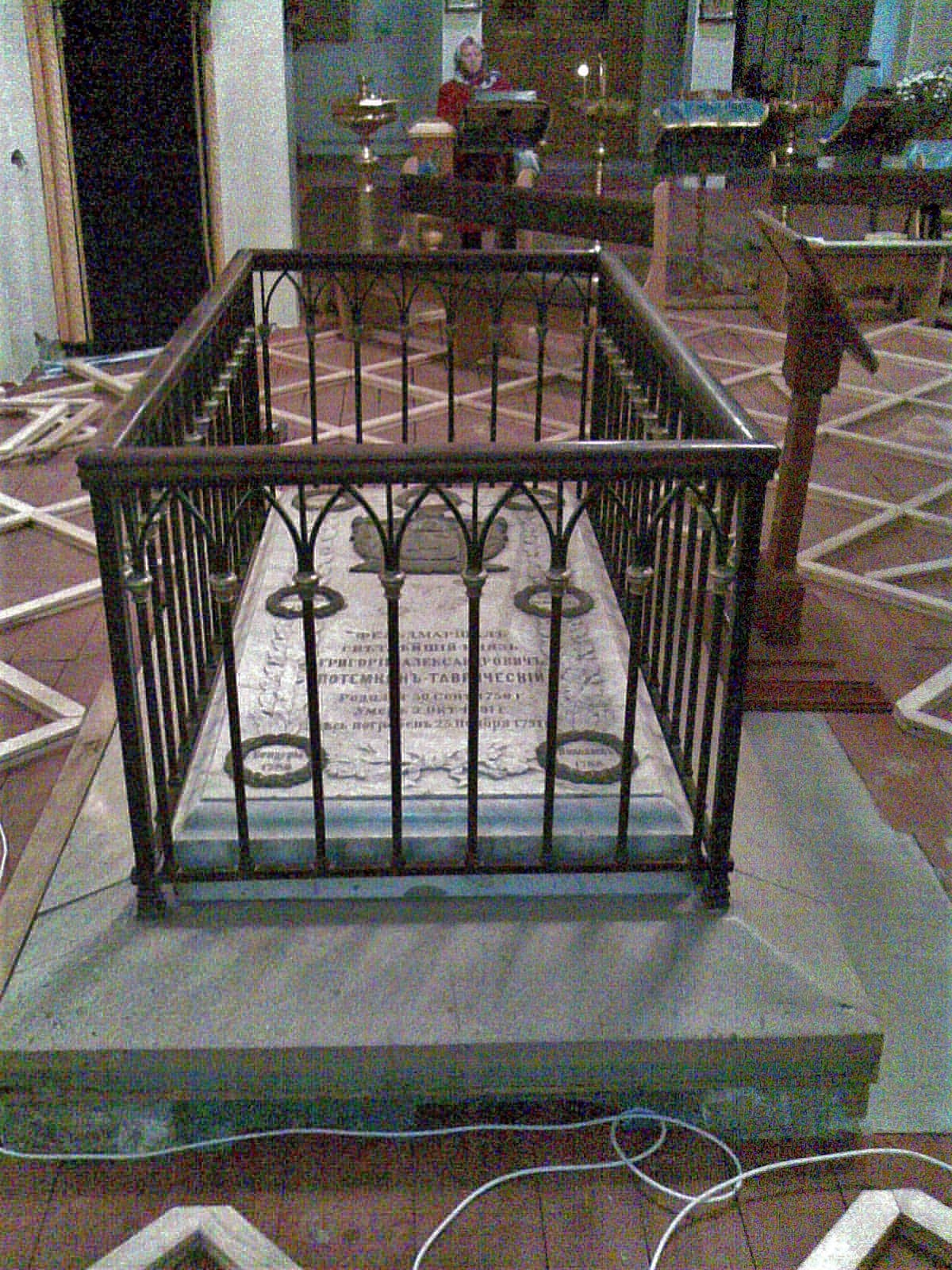
Могила Григорія Потьомкіна в Херсоні у Катерининському соборі

- 5 (16) жовтня 1791 на шляху з Ясс до Миколаєва помер Григорій Потьомкін (нар. 13 (24) вересня 1739) — державний і військовий діяч, дипломат, генерал-фельдмаршал (з 1784), князь, засновник Миколаєва. Похований в Херсоні у Катерининському соборі.